# Cleistes bifaria
Cleistes bifaria é uma espécie de orquídea terrestre de folhas alternadas e flores grandes que abrem em sucessão, com raízes tuberosas delicadas, habitante da Virginia à Florida, nos Estados Unidos da América.